# ORP Czapla (1938)
ORP Czapla – polski trałowiec redowy typu Jaskółka, według nomenklatury stosowanej w marynarce wojennej II RP nazywany minowcem. Zbudowany w Polsce – w Warsztatach Portowych Marynarki Wojennej w Gdyni, jako okręt drugiej serii trałowców typu Jaskółka. Był pierwszym z trzech okrętów o tej nazwie w Polskiej Marynarce Wojennej. Nieukończony wziął udział w kampanii wrześniowej, w czasie której został zatopiony przez niemieckie lotnictwo w porcie rybackim w Jastarni. Wydobyty przez Niemców, dalszy los nieznany.

## Zamówienie i budowa
Kierownictwo Marynarki Wojennej (KMW) realizując przyjęty program zwiększenia sił floty wojennej postanowiło kontynuować rozbudowę jednostek przeciwminowych. Jeszcze w trakcie budowy trałowców pierwszej serii kierownik Warsztatów Portowych Marynarki Wojennej (WPMW) w Gdyni, kmdr ppor. inż. Witold Szulc, wystąpił 7 grudnia 1935 roku do Szefa Służby Technicznej KMW z prośbą o zgodę na budowę holownika o mocy 300 KM lub dwóch kolejnych trałowców. Wybudowane w latach 1933-1936 cztery niewielkie trałowce nadawały się jedynie do służby przybrzeżnej, dlatego też planowano wybudować większe, pełnomorskie jednostki o wyporności 300 ton. Mimo planów i oszczędności w kwocie 200 tys. zł z budowy czterech pierwszych jednostek KMW nie udało się pozyskać odpowiednich środków finansowych, wobec czego podjęto decyzję o budowie dwóch kolejnych nieco zmodyfikowanych jednostek pierwszej serii.
Biorąc pod uwagę pozytywne doświadczenia w budowie i eksploatacji „ptaszków” postanowiono wybudować nowe okręty w WPMW w Gdyni. Kontrakt na ich budowę podpisali 14 sierpnia 1937 roku Szef Służby Technicznej Komendy Portu Wojennego w Gdyni oraz kierownik WPMW, a budowę jednostki rozpoczęto jesienią tego roku. Okręt miał być wykonany według tych samych planów, co okręty pierwszej serii, jednak z pewnymi modyfikacjami. Zamontowano wodoszczelne drzwiczki w grodzi oddzielającej przednie pomieszczenia załogi od kabin oficerskich. Było to podyktowane doświadczeniami z eksploatowanych jednostek, na których wysoka sztormowa fala uniemożliwiała wejście do pomieszczeń załogi. Szef Służb KMW wyraził na to zgodę 25 marca 1938 roku. Na nowo budowanej jednostce zamieniono pomieszczenia bomb hydrostatycznych (głębinowych) z komorą amunicyjną, zmodyfikowano instalację przewodów odpowietrzających instalację paliwową, dzięki czemu udało się zmniejszyć o 10 minut czas pobierania paliwa, dodano także stalową osłonę pomostu (zamiast brezentowej).
Przy budowie trałowców dążono do maksymalnego ograniczenia dostaw od zagranicznych firm i zastąpienia ich produktami krajowego przemysłu. Te jednak nie miały doświadczenia, tak więc pertraktacje handlowe jak i realizacja zamówień przeciągały się w czasie. Silniki miała dostarczyć Fabryka Silników i Armatur PZInż., ta sama, która wykonała je dla okrętów pierwszej serii. Stosowną umowę podpisano 4 sierpnia 1937 roku. Próby odbiorcze silników odbywały się od 5 do 16 lipca 1938 roku. W ich trakcie Komisja Odbiorcza w składzie: przewodniczący kpt. mar. inż. Michał Gierżod, członkowie: inż. Marceli Leśniczak, inż. Czesław Śladkowski, stwierdziła szereg usterek – o wiele więcej niż w silnikach dla pierwszej serii. Kierownik WPMW inż. Szulc zakończył wszystkie zamówienia potrzebne dla ukończenia okrętu dopiero w październiku 1938 roku. Duże problemy zarówno czasowe jak i jakościowe pojawiły się również w wykonaniu prądnic prądu stałego, które dostarczyła firma Rohn-Zieliński S. A. z Żychlina. Realizacja zamówienia znacznie się opóźniła, a na dodatek prądnice miały mniejszą moc od zamówionych. W styczniu 1939 roku Komisja Odbiorcza przyjęła je warunkowo, obniżając ich cenę. Okręt został wodowany 22 sierpnia 1938 roku, a do prób przystąpił w 1939 roku.

## Opis konstrukcji
ORP „Czapla” miała długość całkowitą 45 metrów, natomiast długość na linii wodnej wynosiła 43 metry. Szerokość maksymalna okrętu to 5,5 metra, a zanurzenie przy wyporności standardowej 183 ton wynosiło 1,55 metra. Jednostka miała gładkopokładowy kadłub, zbudowany ze stali okrętowej. Od dziobu do śródokręcia ciągnęła się nadbudówka, za którą znajdował się komin. Okręt ze względu na umieszczenie długich torów minowych nie miał pokładowego uskoku, przez co w celu poprawy dzielności morskiej w części dziobowej umieszczono wznios. W celu poprawienia własności morskich a także dla łatwiejszego przeprowadzania akcji trałowych rufa trałowca była szeroka. To z kolei umożliwiało zamontowanie dwóch wałów śrubowych. Dla poprawy stateczności na śródokręciu zamontowano stępki przechyłowe. Konstrukcja trałowca w większości była nitowana, chociaż niektóre elementy były spawane.

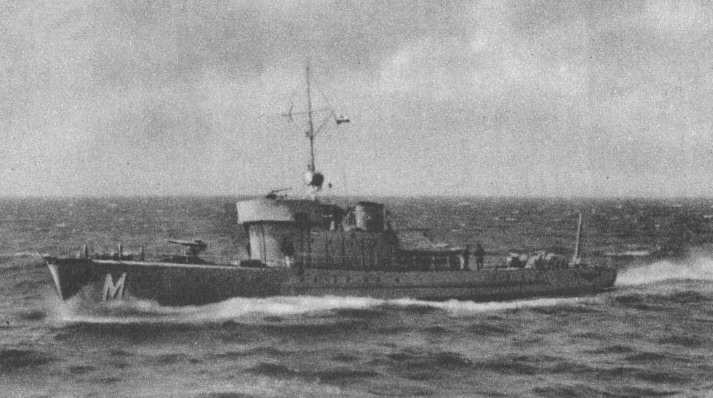
ORP „Mewa” w 1937 r. Zbliżoną sylwetkę miała ORP „Czapla”.

Napęd jednostki stanowiły dwa ośmiocylindrowe, rzędowe silniki wysokoprężne Nohab wyprodukowane w Fabryce Silników i Armatur „Ursus” w Warszawie. Każdy z silników posiadał moc 525 KM i napędzał osobny wał napędowy. Łączna moc maszyn wynosiła 1050 KM, co pozwalało na osiągnięcie maksymalnej prędkości 18 węzłów. Silniki napędzały dwie śruby niemieckiej firmy „Theodor Zeise” z Altony. Urządzenia pomocnicze były zasilane elektrycznie przez trzy zespoły prądotwórcze, napędzane przez silniki wysokoprężne o mocy łącznej wynoszącej około 120 KM. Napięcie w sieci okrętowej wynosiło 220 V. Minowiec wyposażony był w sześciowiosłową łódź okrętową. Wyposażono go w radiostację nadawczą i odbiorczą typu „RKM/K” i radiostację nadawczo-odbiorczą typu „Z-32”. Zamontowane zostały również wskaźniki wychylenia steru produkcji szwedzkiej. Załoga jednostki liczyła 27-30 ludzi.
Podstawowym uzbrojeniem okrętu miała być armata kal. 75 mm Canon Ml1928. Zakupiono ją 18 sierpnia 1938 roku we Francji, jednak nie dotarła do Polski przed wybuchem wojny. Z tego powodu okręt uzbrojono w armatę kal. 75 mm wz. 1897. Dla obrony przeciwlotniczej okręt miał być uzbrojony w zdwojony najcięższy karabin maszynowy Hotchkiss kal. 13,2 mm, który planowano ustawić na śródokręciu, jednak do wybuchu wojny nie zdążono go zamontować. Uzbrojenie przeciwlotnicze uzupełniono dwoma ciężkimi karabinami maszynowymi Maxim wz. 08 kal. 7,92 mm. Zostały one ustawione na specjalnych bocznych podestach na nadbudówce, po obu stronach komina. Na okręcie znajdowały się dwa tory minowe, na których okręt mógł przewieźć i postawić 20 min kontaktowo-kotwicznych wz. 08. Trałowiec był również przystosowany do stawiania min typu SM-5 używanych na okrętach podwodnych typu Wilk. Jednostka miała możliwość przewożenia 20 bomb głębinowych do zwalczania okrętów podwodnych. Ich wykrywanie umożliwiały szumonamierniki brytyjskiej firmy Hughes. Wyposażenie do trałowania stanowiły dwa trały „Renarca” oraz jeden trał zaczepowy, którego używano holowany wespół z innym trałowcem. Do obsługi trałów na rufie umieszczono cztery żurawiki oraz windę trałową.

## Służba
Napięta sytuacja polityczna spowodowała, że nie całkowicie wyposażony okręt został wcielony do służby pod koniec sierpnia 1939 roku. Dokładna data oficjalnego wejścia do służby nie jest znana. 26 sierpnia ORP „Czapla” włączono do Dywizjonu Minowców, ale problemy z maszynką sterową, instalacją elektryczną steru oraz przegrzewającym się lewym silnikiem nie czyniły go pełnowartościowym okrętem bojowym. Pierwszym dowódcą okrętu jeszcze w czasie budowy został mianowany z dniem 25 czerwca, kpt. mar. Tadeusz Rutkowski, który pełnił tę funkcję do 8 lipca. Na tym stanowisku zastąpił go kpt. mar. Eligiusz Ceceniowski. Pośpiesznie skompletowano załogę, która w większości składała się z rezerwistów.
| Dowódcy okrętu                 | Dowódcy okrętu  | Dowódcy okrętu  |
| ------------------------------ | --------------- | --------------- |
| kpt. mar. Tadeusz Rutkowski    | 25 czerwca 1939 | 8 lipca 1939    |
| kpt. mar. Eligiusz Ceceniowski | 8 lipca 1939    | 2 września 1939 |

1 września 1939 roku, okręt znajdował się w porcie wojennym na Oksywiu. O godzinie 5.20 rano nad port nadleciały trzy niemieckie wodnosamoloty typu He 60 z 1.(M)/506. Nie zostały zidentyfikowane od razu, na co wpływ miała gęsta mgła, jaka panowała tego ranka. Po otrzymaniu rozkazu obsługi dział i karabinów przeciwlotniczych otworzyły nieskuteczny ogień, gdyż nieprzyjacielskie maszyny znalazły się poza ich zasięgiem. Trałowiec wraz z pozostałymi jednostkami dywizjonu wyszedł na redę. Około godz. 14.00 wziął udział w odpieraniu niemieckiego nalotu na Gdynię. O godz. 15:00 na pokładzie ORP „Wicher” odbyła się narada przed planowaną operacją minową o kryptonimie „Rurka”. Zgodnie z jego założeniami, z 1 na 2 września stawiacz min „Gryf” miał postawić zagrodę minową na linii Hel – Sopot, a trałowce miały o godz. 22:00 zająć sektory ubezpieczające. W tym celu „Czapla”, wraz z pozostałymi minowcami, dwiema kanonierkami, niszczycielem ORP „Wicher” i stawiaczem min ORP „Gryf” udała się w rejon portu helskiego.
Przed godziną 18:00, trzy mile morskie od portu w Helu zespół polskich okrętów został zaatakowany przez bombowce nurkujące Junkers Ju 87 z IV(Stuka)./LG 1. Trzydzieści trzy samoloty skoncentrowały swój atak na największych okrętach, tj. „Wichrze” i „Gryfie”. Podczas nalotu ujawniły się problemy z maszynką sterową „Czapli”. Zaklinował się ster, przez co jednostka zaczęła zataczać okręgi na pełnej prędkości. Elektryk nie był w stanie naprawić awarii i na pokład zaokrętowano specjalistę z „Żurawia”. Po odparciu niemieckiego ataku i odwołaniu operacji „Rurka”, „Czapla” pozostała na redzie portu helskiego przez całą noc z 1 na 2 września, tak żeby w przypadku ataku lotniczego móc swobodnie manewrować. Następnego dnia o godz. 4:00 rano na rozkaz kontradm. Józefa Unruga okręt przeszedł z pozostałymi minowcami do Jastarni. O godz. 6:00 nastąpił atak trzech bombowców Ju 87B, które ostrzelały z broni pokładowej znajdujące się w porcie jednostki.
Z powodu kłopotów ze sterem z okrętu zdjęto całe uzbrojenie i ustawiono je w okopach. Działo kal. 75 mm ustawiono przy wejściu do portu, natomiast karabiny maszynowe kal. 7,92 mm wzmocniły obronę przeciwlotniczą portu. Załoga „Czapli” została zakwaterowana w pensjonatach znajdujących się w pobliżu portu i brała udział w obronie przeciwlotniczej portu. Okręt nie brał udziału w dalszych działaniach dywizjonu. 14 września o godz. 7:29 niemieckie bombowce Ju 87B z 4. dywizjonu 186. Skrzydła Lotnictwa Pokładowego, które miały operować z lotniskowca „Graf Zeppelin” (4.(St)/186(T)), przeprowadziły pierwszy w tym dniu nalot na Jastarnię. W jego wyniku zatonęły okręt hydrograficzny ORP „Pomorzanin”, holownik „Lech” oraz ORP „Czapla”. Jedna z bomb SC 250 eksplodowała blisko dziobu, a druga SC 50 wybuchła na rufie. Eksplodujące bomby zerwały poszycie i wyrwały dziurę w burcie. Okręt zaczął się przełamywać i wkrótce zatonął. 16 grudnia 1939 roku jednostka została podniesiona przez Marine Bergungsgruppe Gotenhafen, a następnie została wyholowana na Zatokę Pucką. Dalszy los jednostki nie jest znany.